# Begoña López Bueno
Begoña López Bueno  (Palencia, España, 1954) es catedrática de la Universidad de Sevilla e investigadora especializada en literatura española del Siglo de Oro.

## Biografía
Licenciada en Filología Moderna por la Universidad de Sevilla y Doctora con Premio Extraordinario por la misma Universidad con una tesis sobre el poeta renacentista Gutierre de Cetina. Fue profesora Adjunta Numeraria y Titular en las Universidades de Málaga y Sevilla y desde 1988 es Catedrática de Literatura Española de la Universidad de Sevilla. 

## Trayectoria
Como investigadora, su actividad se orienta hacia la literatura del Siglo de Oro, campo en que cuenta con más de 100 publicaciones, entre estudios, monografías, ediciones, artículos y colaboraciones en revistas. Sus investigaciones han versado sobre los más importantes poetas áureos (Garcilaso, Cetina, Herrera, Góngora, Medrano, Rioja, etc.) y sobre un amplio abanico de temas (géneros poéticos, tratamiento de fuentes y mitos, aspectos historiográficos, problemas editoriales, polémicas literarias, etc.).  
En 1988 fundó el Grupo de Investigación Interuniversitario PASO (integrado por investigadores de las Universidades de Sevilla, Córdoba, Huelva y Complutense de Madrid) dedicado al estudio de la poesía del Siglo de Oro y organizador desde 1990 de once Encuentros Internacionales sobre Poesía del Siglo de Oro en la Universidad de Sevilla, de los cuales ha derivado la publicación de otros tantos volúmenes monográficos. 
Colabora regularmente en publicaciones periódicas del hispanismo internacional y ha impartido cursos especializados y de doctorado y máster en instituciones académicas como el Graduate Center de la City University of New York, el Instituto Cervantes de Nueva York, la Università degli Studi Federico II di Napoli, el Instituto de Filología “Dr. Amado Alonso” de la Universidad de Buenos Aires, la Scuola Normale Superiore di Pisa, la Université d’Artois, etc. Actualmente forma parte del macroequipo internacional de investigación PÓLEMOS dedicado al estudio y edición digital de la polémica gongorina y centralizado en la Universidad de Sorbonne-Paris IV.
Entre 2011 y 2014 ha sido presidenta de la Asociación Internacional de Hispanistas del Siglo de Oro (AISO). En su experiencia evaluadora está el haber formado parte de la Comisión Nacional de Acreditación al Cuerpo de Catedráticos de Universidad, rama Artes y Humanidades en la ANECA. En 2014 sus discípulos y colegas le han dedicado un volumen de homenaje, Aurea Poesis. Estudios para Begoña López Bueno con ocasión del 25 aniversario del Grupo PASO, publicado en colaboración por las Universidades de Sevilla, Córdoba y Huelva.